# Diversinervus silvestrii
Diversinervus silvestrii är en stekelart som beskrevs av James Waterston 1916. Diversinervus silvestrii ingår i släktet Diversinervus och familjen sköldlussteklar. Inga underarter finns listade i Catalogue of Life.